# أماني الخطاطبة
أماني الخطاطبة هو مؤلفة ورائدة تقنية أمريكية. وهي مؤسسة ورئيسة تحرير muslimgirl.com, وهي مجلة على الإنترنت للمرأة المسلمة. أصبحت أول امرأة مسلمة محجبة تكون على مجلة فوربس 30 تحت 30 في الإعلام، مما جعل MuslimGirl أول شركة إسلامية يتم تسميتها على القائمة. وقد صنفتها سي إن إن كواحدة من 25 أميركياً مسلماً أكثر تأثيراً في عمر 25 سنة.

## السنوات المبكرة
نشأت أماني في ولاية نيو جيرسي. انتقلت عائلتها مؤقتاً إلى الأردن في عام 2005 هرباً من الإسلاموفوبيا. أسست MuslimGirl في عام 2009 عندما كان عمرها 17 عاما وكبيرة في المدرسة الثانوية. مع أصدقاء من مسجدها، نشرت الخطاطبة المدونات على الموقع. بعد المدرسة الثانوية، التحقت بـجامعة روتجرز، وتخرجت في عام 2014. ثم عملت في مؤسسة غير ربحية مقرها واشنطن العاصمة قبل أن تنتقل إلى نيويورك وتعمل لفترة وجيزة لصالح مؤسسة إعلامية كبرى.

## MuslimGirl
في بداية عام 2015، طورت MuslimGirl من قبل موظفين متطوعين ورأت زيادة كبيرة في عدد قراءها. نمت حركة الموقع بنسبة 90 ٪ وسجلت 100 مليون زيارة في ذلك العام.
بعد إطلاق النار على لوكان ماكدونالد، قامت الخطاطبة بتغطية حية لبعض الاحتجاجات في شيكاغو. ألقت خطبة في مسجد النساء في أمريكا في لوس أنجلوس. ركزت عظتها على استعارة «الحفرة» من فيلم نهوض فارس الظلام. وقارنت الحفرة بخبرة المسلمين الأميركيين بعد أحداث 9/11.
رنت أماني الخطابة جرس أفتتاح بورصة نازداك للأوراق المالية في 25 كانون الثاني / يناير 2016.
في عام 2016، اشتركت مع تين فوغ في سلسلة على شبكة الإنترنت تبحث في القضايا التي تهم النساء المسلمات الشابات. في عام 2018 ظهرت أماني الخطاطبة في أغنية مصورة لفرقة البوب الأمريكية، مارون 5 «فتيات مثلك» بالمشاركة مع كاردي بي، والذي يضم مجموعة متنوعة من المشهورات والناشطات والرياضيات، بما في ذلك إلين دي جينيريس وجينيفر لوبيز وآشلي غراهام، وكانت أماني جنباً إلى جنب مع إلهان عمر أول صومالية-أمريكية تفوز بعضوية مجلس نواب ولاية مينيسوتا، المرأتان المسلمتان الوحيدتان الّاتي تظهران في الأغنية المصورة.

## المهنة الأدبية
كانت الخطاطبة في برنامج مهرجان بريزبان للكتاب لمدة 3 أحداث في عام 2017 والذي يقام في بريزبان، كوينزلاند، أستراليا. صدر كتابها، MuslimGirl: A Coming of Age, في تشرين الأول / أكتوبر 2016.

## الحياة الشخصية
أماني الخطاطبة هي من أصول أردنية وفلسطينية.

## وصلات خارجية
- أماني على تويتر.
- Al-Khatahtbeh، Amani (18 أكتوبر 2016). "I'm a Muslim Woman and I've Never Felt More Unsafe in America". Time. مؤرشف من الأصل في 2017-03-15.